# Любимівська сільська рада (Андрушівський район)
Любимівська сільська рада (до 1963 року — Вербівська сільська рада) — колишня адміністративно-територіальна одиниця та орган місцевого самоврядування у Ходорківському, Андрушівському і Попільнянському районах Бердичівської округи, Київської й Житомирської областей Української РСР та України з адміністративним центром у с. Любимівка.

## Населені пункти
Сільській раді були підпорядковані населені пункти:
- с. Любимівка

## Населення
Відповідно до перепису населення СРСР, станом на 17 грудня 1926 року, чисельність населення ради становила 2 694 особи, з них, за статтю: чоловіків — 1 288, жінок — 1 406; етнічний склад: українців — 2 527, росіян — 2, євреїв — 5, поляків — 160. Кількість домогосподарств — 553.
Відповідно до результатів перепису населення СРСР, кількість населення ради, станом на 12 січня 1989 року, становила 691 особу.
Станом на 5 грудня 2001 року, відповідно до перепису населення України, кількість мешканців сільської ради становила 500 осіб.

## Склад ради
Рада складалася з 12 депутатів та голови.

### Керівний склад сільської ради
| ПІБ                            | Основні відомості                                                                                     | Дата обрання | Дата звільнення |
| ------------------------------ | --- | ------------ | --------------- |
| Сергеєв Володимир Анатолійович | Сільський голова , 1946 року народження, освіта                                                       | 26.03.2006   | 01.08.2006      |
| Ящук Володимир Васильович      | Сільський голова , 1957 року народження, освіта, член Комуністичної партії України                    | 17.12.2006   | 31.10.2010      |
| Ящук Володимир Васильович      | Сільський голова , 1957 року народження, освіта середня спеціальна, член Комуністичної партії України | 31.10.2010   |                 |

Примітка: таблиця складена за даними джерела

## Історія
Створена 1923 року як Вербівська сільська рада, в с. Вербів Ходорківської волості Сквирського повіту Волинської губернії. Станом на 17 грудня 1926 року в підпорядкуванні числилися хутори Загребля, Заруда та Пасічисько, які, на 1 жовтня 1941 року, не перебували на обліку населених пунктів.
Станом на 1 вересня 1946 року сільська рада входила до складу Андрушівського району Житомирської області, на обліку в раді перебували с. Вербів та хутори Зелений Гай (згодом — Гай), Лінійка і Рибаківка.
На 16 лютого 1960 року в підпорядкуванні значився х. Буболівка, який фактично злився із с. Вербів. 29 червня 1960 року, відповідно до рішення Житомирського облвиконкому № 683 «Про об'єднання деяких населених пунктів області», хутори Гай, Лінійка та Рибаківка об'єднано із с. Вербів. 8 квітня 1963 року, відповідно до рішення Житомирського ОВК № 158 «Про перейменування деяких сільських рад і населених пунктів в районах області», сільську раду перейменовано на Любимівську через перейменування її адміністративного центру на с. Любимівка.
На 1 січня 1972 року сільська рада входила до складу Андрушівського району Житомирської області, на обліку в раді перебувало с. Любимівка.
Виключена з облікових даних 17 липня 2020 року. Територію та населені пункти ради, відповідно до розпорядження Кабінету Міністрів України № 711-р від 12 червня 2020 року «Про визначення адміністративних центрів та затвердження територій територіальних громад Житомирської області», включено до складу Андрушівської міської територіальної громади Бердичівського району Житомирської області.
Входила до складу Ходорківського (7.03.1923 р.), Андрушівського (27.06.1925 р., 4.01.1965 р.) та Попільнянського (30.12.1962 р.) районів.